# Крпимеј
Крпимеј (алб. Kërpimeh) је насељено место у општини Подујево, Косово и Метохија, Република Србија. Село је након 1999. године познато и као Лапијас. Према попису становништва из 2011. године, село је имало 755 становника, већину становништва чинили су Албанци.
Пре 1912. у целој котлини Лаба није било ниједне православне цркве, прва је подигнута у међуратном периоду у Крпимеју.

## Демографија
Према попису из 2011. године , ово насеље је имало 755 становника.
| Година       | 1948 | 1953 | 1961 | 1971 | 1981 | 1991 | 2011 |
| ------------ | ---- | ---- | ---- | ---- | ---- | ---- | ---- |
| Становништво | 458  | 560  | 583  | 553  | 567  | 835  | 755  |

|  |

## Становништво
Већина Срба се одселило из Крпимеја 1960-их, 1970-их и 1980-их због албанског терора.
| Етнички састав према попису из 1961.‍ | Етнички састав према попису из 1961.‍ | Етнички састав према попису из 1961.‍ | Етнички састав према попису из 1961.‍ | Етнички састав према попису из 1961.‍ |
| ------------------------------------ | ------------------------------------ | ------------------------------------ | ------------------------------------ | ------------------------------------ |
|                                      |                                      |                                      |                                      |                                      |
| Албанци                              | Албанци                              |                                      | 381                                  | 65,35%                               |
| Срби                                 | Срби                                 |                                      | 175                                  | 30,02%                               |
| Црногорци                            | Црногорци                            |                                      | 26                                   | 4,46%                                |
| Муслимани                            | Муслимани                            |                                      | 1                                    | 0,17%                                |
| Укупно: 583                          |                                      |                                      |                                      |                                      |

| Етнички састав према попису из 1971.‍ | Етнички састав према попису из 1971.‍ | Етнички састав према попису из 1971.‍ | Етнички састав према попису из 1971.‍ | Етнички састав према попису из 1971.‍ |
| ------------------------------------ | ------------------------------------ | ------------------------------------ | ------------------------------------ | ------------------------------------ |
|                                      |                                      |                                      |                                      |                                      |
| Албанци                              | Албанци                              |                                      | 438                                  | 79,20%                               |
| Срби                                 | Срби                                 |                                      | 108                                  | 19,53%                               |
| Црногорци                            | Црногорци                            |                                      | 7                                    | 1,27%                                |
| Укупно: 553                          |                                      |                                      |                                      |                                      |

| Етнички састав према попису из 1981.‍ | Етнички састав према попису из 1981.‍ | Етнички састав према попису из 1981.‍ | Етнички састав према попису из 1981.‍ | Етнички састав према попису из 1981.‍ |
| ------------------------------------ | ------------------------------------ | ------------------------------------ | ------------------------------------ | ------------------------------------ |
|                                      |                                      |                                      |                                      |                                      |
| Албанци                              | Албанци                              |                                      | 521                                  | 91,89%                               |
| Срби                                 | Срби                                 |                                      | 42                                   | 7,41%                                |
| Црногорци                            | Црногорци                            |                                      | 4                                    | 0,71%                                |
| Укупно: 567                          |                                      |                                      |                                      |                                      |

| Етнички састав према попису из 2011.‍ | Етнички састав према попису из 2011.‍ | Етнички састав према попису из 2011.‍ | Етнички састав према попису из 2011.‍ | Етнички састав према попису из 2011.‍ |
| ------------------------------------ | ------------------------------------ | ------------------------------------ | ------------------------------------ | ------------------------------------ |
|                                      |                                      |                                      |                                      |                                      |
| Албанци                              | Албанци                              |                                      | 755                                  | 100%                                 |
| Укупно: 755                          |                                      |                                      |                                      |                                      |